# Svédország az 1996. évi nyári olimpiai játékokon
Svédország az egyesült államokbeli Atlantában megrendezett 1996. évi nyári olimpiai játékok egyik részt vevő nemzete volt. Az országot az olimpián 22 sportágban 177 sportoló képviselte, akik összesen 8 érmet szereztek.

## Érmesek
| Érem  | Versenyző | Sportág    | Versenyszám                |
| ----- | --- | ---------- | -------------------------- |
| Arany | Ludmila Engquist | Atlétika   | Női 100 m gát              |
| Arany | Agneta Andersson Susanne Wiberg-Gunnarsson | Kajak-kenu | Női kajak kettes 500 m     |
| Ezüst | Magnus Petersson | Íjászat    | Férfi egyéni               |
| Ezüst | Nemzeti válogatott Andreas Larsson Erik Hajas Johan Pettersson Magnus Andersson Magnus Wislander Martin Frändesjö Mats Olsson Ola Lindgren Per Carlén Pierre Thorsson Robert Andersson Robert Hedin Staffan Olsson Stefan Lövgren Tomas Sivertsson Tomas Svensson | Kézilabda  | Férfi                      |
| Ezüst | Christer Wallin Anders Holmertz Lars Frölander Anders Lyrbring | Úszás      | Férfi 4 × 200 m gyorsváltó |
| Ezüst | Hans Wallén Bobby Lohse | Vitorlázás | Csillaghajó                |
| Bronz | Mikael Ljungberg | Birkózás   | Kötöttfogás, 100 kg        |
| Bronz | Agneta Andersson Ingela Ericsson Anna Olsson Susanne Rosenqvist | Kajak-kenu | Női kajak négyes 500 m     |

## Asztalitenisz
Férfi
| Versenyző                         | Versenyszám | Csoportkör | Csoportkör | Nyolcaddöntő                                    | Negyeddöntő                                                                                     | Elődöntő          | Döntő             | Helyezés |
| Versenyző                         | Versenyszám | Ellenfél Eredmény | Hely.      | Ellenfél Eredmény                               | Ellenfél Eredmény                                                                               | Ellenfél Eredmény | Ellenfél Eredmény | Helyezés |
| --------------------------------- | ----------- | --- | ---------- | ----------------------------------------------- | ----------------------------------------------------------------------------------------------- | ----------------- | ----------------- | -------- |
| Jan-Ove Waldner                   | Egyes       | D csoport · Isaac Opoku (GHA) · 2:0 · Ilija Lupulesku (SCG) · 2:0 · I Csholszung (Lee Cheol-Seung) (KOR) · 2:0                                                               | 1.         | Johnny Huang (CAN) · 15–21, 21–17, 16–21, 17–21 | kiesett                                                                                         | kiesett           | kiesett           | 9.       |
| Jörgen Persson                    | Egyes       | K csoport · Kim Szonghü (PRK) · 2:0 · Dexter St. Louis (TRI) · 2:0 · Hugo Hoyama (BRA) · 1:2                                                                                 | 2.         | kiesett                                         | kiesett                                                                                         | kiesett           | kiesett           | 17.      |
| Peter Karlsson                    | Egyes       | L csoport · Jim Butler (USA) · 2:1 · Tarik Hodžić (BIH) · 2:0 · Dmitrij Mazunov (RUS) · 0:2                                                                                  | 2.         | kiesett                                         | kiesett                                                                                         | kiesett           | kiesett           | 17.      |
| Jan-Ove Waldner Jörgen Persson    | Páros       | B csoport · Chile (CHI) · Augusto Morales · Juan Salamanca · 2:0 · Japán (JPN) · Juzava Rjó · Taszaki Tosio · 2:1 · Hollandia (NED) · Danny Heister · Trinko Keen · 2:1      | 1.         |                                                 | Dél-Korea (KOR) · I Csholszung (Lee Cheol-Seung) · Ju Namgju (Yu Nam-gyu) · 12–21, 17–21, 10–21 | kiesett           | kiesett           | 5.       |
| Peter Karlsson Thomas von Scheele | Páros       | C csoport · Franciaország (FRA) · Christophe Legoût · Patrick Chila · 1:2 · Kína (CHN) · Kong Linghui · Liu Guoliang · 0:2 · Ghána (GHA) · Isaac Opoku · Winifred Addy · 2:0 | 3.         |                                                 | kiesett                                                                                         | kiesett           | kiesett           | 17.      |

Női
| Versenyző                        | Versenyszám | Csoportkör | Csoportkör | Nyolcaddöntő      | Negyeddöntő       | Elődöntő          | Döntő             | Helyezés |
| Versenyző                        | Versenyszám | Ellenfél Eredmény | Hely.      | Ellenfél Eredmény | Ellenfél Eredmény | Ellenfél Eredmény | Ellenfél Eredmény | Helyezés |
| -------------------------------- | ----------- | --- | ---------- | ----------------- | ----------------- | ----------------- | ----------------- | -------- |
| Marie Svensson                   | Egyes       | A csoport · Lisa Lomas (GBR) · 2:0 · June Kyakobye (UGA) · 2:0 · Deng Yaping (CHN) · 0:2                                                                                     | 2.         | kiesett           | kiesett           | kiesett           | kiesett           | 17.      |
| Åsa Svensson                     | Egyes       | L csoport · Ju Dzsihje (Yu Ji-Hye) (KOR) · 1:2 · Tu Dzsongszil (PRK) · 0:2 · Eliana González (PER) · 2:0                                                                     | 3.         | kiesett           | kiesett           | kiesett           | kiesett           | 33.      |
| Åsa Svensson Pernilla Pettersson | Páros       | C csoport · Észak-Korea (PRK) · Kim Hjonhi · Tu Dzsongszil · 2:0 · Peru (PER) · Eliana González · Milagritos Gorriti · 2:0 · Hongkong (HKG) · Chan Tan Lui · Hai Po Wa · 0:2 | 3.         |                   | kiesett           | kiesett           | kiesett           | 17.      |

## Atlétika
Férfi
| Versenyző                                                                        | Versenyszám     | Előfutam | Előfutam | Előfutam | Negyeddöntő | Negyeddöntő | Negyeddöntő | Elődöntő | Elődöntő | Elődöntő | Döntő   | Döntő    |
| Versenyző                                                                        | Versenyszám     | Idő      | Hely.    | Össz.    | Idő         | Hely.       | Össz.       | Idő      | Hely.    | Össz.    | Idő     | Helyezés |
| -------------------------------------------------------------------------------- | --------------- | -------- | -------- | -------- | ----------- | ----------- | ----------- | -------- | -------- | -------- | ------- | -------- |
| Peter Karlsson                                                                   | 100 m           | 10,35    | 3.       | 32.      | 10,24       | 5.          | 16.*        | kiesett  | kiesett  | kiesett  | kiesett | kiesett  |
| Patrik Strenius                                                                  | 100 m           | 10,48    | 7.       | 49.***   | kiesett     | kiesett     | kiesett     | kiesett  | kiesett  | kiesett  | kiesett | kiesett  |
| Torbjörn Eriksson                                                                | 100 m           | 10,49    | 4.       | 53.*     | kiesett     | kiesett     | kiesett     | kiesett  | kiesett  | kiesett  | kiesett | kiesett  |
| Torbjörn Eriksson                                                                | 200 m           | 20,77    | 2.       | 28.      | 20,83       | 6.          | 28.         | kiesett  | kiesett  | kiesett  | kiesett | kiesett  |
| Lars Hedner                                                                      | 200 m           | 20,97    | 5.       | 48.      | kiesett     | kiesett     | kiesett     | kiesett  | kiesett  | kiesett  | kiesett | kiesett  |
| Anders Szalkai                                                                   | Maraton         |          |          |          |             |             |             |          |          |          | 2:24:27 | 64.      |
| Claes Albihn                                                                     | 110 m gát       | 13,79    | 5.       | 34.      | kiesett     | kiesett     | kiesett     | kiesett  | kiesett  | kiesett  | kiesett | kiesett  |
| Sven Nylander                                                                    | 400 m gát       | 49,54    | 2.       | 22.      |             |             |             | 48,21    | 2.       | 3.       | 47,98   | 4.       |
| Peter Karlsson Torbjörn Mårtensson Lars Hedner Patrik Strenius Torbjörn Eriksson | 4 × 100 m váltó | 39,02    | 2.       | 9.       |             |             |             | 38,63    | 3.       | 7.       | 38,67   | 5.       |
| Jan Staaf                                                                        | 20 km gyaloglás |          |          |          |             |             |             |          |          |          | 1:25:30 | 30.      |

| Versenyző         | Versenyszám   | Selejtező | Selejtező | Döntő    | Döntő    |
| Versenyző         | Versenyszám   | Eredmény  | Helyezés  | Eredmény | Helyezés |
| ----------------- | ------------- | --------- | --------- | -------- | -------- |
| Mattias Sunneborn | Távolugrás    | 802 cm    | 10.*      | 806 cm   | 8.       |
| Kent Larsson      | Súlylökés     | 19,05 m   | 17.       | kiesett  | kiesett  |
| Tore Gustafsson   | Kalapácsvetés | 71,02 m   | 30.       | kiesett  | kiesett  |
| Dag Wennlund      | Gerelyhajítás | 75,24 m   | 26.       | kiesett  | kiesett  |

Női
| Versenyző        | Versenyszám | Előfutam | Előfutam | Előfutam | Negyeddöntő | Negyeddöntő | Negyeddöntő | Elődöntő | Elődöntő | Elődöntő | Döntő    | Döntő    |
| Versenyző        | Versenyszám | Idő      | Hely.    | Össz.    | Idő         | Hely.       | Össz.       | Idő      | Hely.    | Össz.    | Idő      | Helyezés |
| ---------------- | ----------- | -------- | -------- | -------- | ----------- | ----------- | ----------- | -------- | -------- | -------- | -------- | -------- |
| Malin Ewerlöf    | 800 m       | 2:01,61  | 4.       | 22.      | kiesett     | kiesett     | kiesett     | kiesett  | kiesett  | kiesett  | kiesett  | kiesett  |
| Malin Ewerlöf    | 1500 m      | 4:09,06  | 8.       | 8.       |             |             |             | 4:13,85  | 9.       | 18.      | kiesett  | kiesett  |
| Sara Wedlund     | 5000 m      | 15:20,61 | 5.       | 6.       |             |             |             |          |          |          | 15:22,98 | 11.      |
| Ludmila Engquist | 100 m gát   | 12,66    | 1.       | 1.       | 12,47       | 1.          | 1.          | 12,51    | 1.       | 1.       | 12,58    |          |

| Versenyző       | Versenyszám | Selejtező | Selejtező | Döntő    | Döntő    |
| Versenyző       | Versenyszám | Eredmény  | Helyezés  | Eredmény | Helyezés |
| --------------- | ----------- | --------- | --------- | -------- | -------- |
| Kajsa Bergqvist | Magasugrás  | 190 cm    | 16.       | kiesett  | kiesett  |

* - egy másik versenyzővel azonos eredményt ért el

*** - három másik versenyzővel azonos eredményt ért el

## Birkózás
Kötöttfogású
| Versenyző         | Versenyszám | 32-es főtábla                          | Nyolcaddöntő                     | Negyeddöntő                   | Elődöntő                     | Vigaszág 2. kör                   | Vigaszág 3. kör                   | Vigaszág 4. kör             | Vigaszág 5. kör   | Vigaszág 6. kör              | Bronz- mérkőzés                                  | Döntő             | Helyezés |
| Versenyző         | Versenyszám | Ellenfél Eredmény                      | Ellenfél Eredmény                | Ellenfél Eredmény             | Ellenfél Eredmény            | Ellenfél Eredmény                 | Ellenfél Eredmény                 | Ellenfél Eredmény           | Ellenfél Eredmény | Ellenfél Eredmény            | Ellenfél Eredmény                                | Ellenfél Eredmény | Helyezés |
| ----------------- | ----------- | -------------------------------------- | -------------------------------- | ----------------------------- | ---------------------------- | --------------------------------- | --------------------------------- | --------------------------- | ----------------- | ---------------------------- | ------------------------------------------------ | ----------------- | -------- |
| Usama Aziz        | 62 kg       | Marco Sánchez (PUR) · 6–5              | Włodzimierz Zawadzki (POL) · 1–3 |                               |                              |                                   | Mhitar Manoukjan (ARM) · 0–4      | kiesett                     | kiesett           | kiesett                      | kiesett                                          |                   | 14.      |
| Anders Magnusson  | 68 kg       | Mijake Jaszusi (JPN) · 2–4             |                                  |                               |                              | Alekszandr Tretyjakov (RUS) · 2–9 | kiesett                           | kiesett                     | kiesett           | kiesett                      | kiesett                                          |                   | 17.      |
| Torbjörn Kornbakk | 74 kg       | Kim Dzsinszu (Kim Jin-Su) (KOR) · 0–11 |                                  |                               |                              | Nestor García (VEN) · 9–1         | Nazmi Avluca (TUR) · 2–0          | Józef Tracz (POL) · 0–6     | kiesett           | kiesett                      | kiesett                                          |                   | 10.      |
| Martin Lidberg    | 82 kg       | Levon Gegamjan (ARM) · 2–0             | Dan Henderson (USA) · 3–1        | erőnyerő                      | Hamza Yerlikaya (TUR) · 0–1  |                                   |                                   |                             |                   | Valerij Cilenyc (BLR) · 1–4  | Az 5. helyért · Gotcha Tsitsiashvili (ISR) · 0–0 |                   | 6.       |
| Mikael Ljungberg  | 100 kg      | Nonomura Takasi (JPN) · 10–0           | Stipe Damjanović (CRO) · 5–0     | Heorhij Szoldadze (UKR) · 5–0 | Szjarhej Listvan (BLR) · 1–2 |                                   |                                   |                             |                   | Igor Grabovetchi (MDA) · 5–0 | Tejmuraz Egyiserasvili (RUS) · 3–0               |                   |          |
| Tomas Johansson   | 130 kg      | Rashid Bel Aziz (MAR) · 8–0            | Juha Ahokas (FIN) · 0–2          |                               |                              |                                   | Shermukhammad Kuziyev (UZB) · 1–1 | Serghei Mureico (MDA) · 0–3 |                   |                              | A 7. helyért · Szuzuki Kenicsi (JPN) · 8–0       |                   | 7.       |

Szabadfogású
| Versenyző         | Versenyszám | 32-es főtábla       | Nyolcaddöntő      | Negyeddöntő       | Elődöntő          | Vigaszág 2. kör                 | Vigaszág 3. kör   | Vigaszág 4. kör   | Vigaszág 5. kör   | Vigaszág 6. kör   | Bronz- mérkőzés   | Döntő             | Helyezés |
| Versenyző         | Versenyszám | Ellenfél Eredmény   | Ellenfél Eredmény | Ellenfél Eredmény | Ellenfél Eredmény | Ellenfél Eredmény               | Ellenfél Eredmény | Ellenfél Eredmény | Ellenfél Eredmény | Ellenfél Eredmény | Ellenfél Eredmény | Ellenfél Eredmény | Helyezés |
| ----------------- | ----------- | ------------------- | ----------------- | ----------------- | ----------------- | ------------------------------- | ----------------- | ----------------- | ----------------- | ----------------- | ----------------- | ----------------- | -------- |
| Fariborz Besarati | 48 kg       | Kim Il (PRK) · 2–12 |                   |                   |                   | Gheorghe Corduneanu (ROU) · 3–6 | kiesett           | kiesett           | kiesett           | kiesett           | kiesett           |                   | 14.      |

## Cselgáncs
Női
| Versenyző    | Versenyszám | Selejtező                  | Nyolcaddöntő      | Negyeddöntő       | Elődöntő          | Vigaszág első kör | Vigaszág negyeddöntő | Vigaszág elődöntő | Bronz- mérkőzés   | Döntő             | Helyezés |
| Versenyző    | Versenyszám | Ellenfél Eredmény          | Ellenfél Eredmény | Ellenfél Eredmény | Ellenfél Eredmény | Ellenfél Eredmény | Ellenfél Eredmény    | Ellenfél Eredmény | Ellenfél Eredmény | Ellenfél Eredmény | Helyezés |
| ------------ | ----------- | -------------------------- | ----------------- | ----------------- | ----------------- | ----------------- | -------------------- | ----------------- | ----------------- | ----------------- | -------- |
| Ursula Myrén | Könnyűsúly  | Mizogucsi Noriko (JPN) · V | kiesett           | kiesett           | kiesett           |                   |                      |                   |                   |                   | 20.      |

## Evezés
Férfi
| Versenyző                                            | Versenyszám              | Előfutam | Előfutam | Vigaszág | Vigaszág | Elődöntő | Elődöntő | Elődöntő | Döntő | Döntő   | Döntő | Helyezés |
| Versenyző                                            | Versenyszám              | Idő      | Hely.    | Idő      | Hely.    | Típus    | Idő      | Hely.    | Típus | Idő     | Hely. | Helyezés |
| ---------------------------------------------------- | ------------------------ | -------- | -------- | -------- | -------- | -------- | -------- | -------- | ----- | ------- | ----- | -------- |
| Johan Flodin Pontus Ek Fredrik Hultén Henrik Nilsson | Négypárevezős            | 6:10,39  | 3.       | erőnyerő | erőnyerő | A/B      | 6:00,09  | 3.       | A     | 6:07,75 | 6.    | 6.       |
| Mattias Tichy Anders Christensson                    | Könnyűsúlyú kétpárevezős | 7:18,87  | 5.       | 6:17,84  | 1.       | A/B      | 6:29,17  | 1.       | A     | 6:34,78 | 6.    | 6.       |

Női
| Versenyző                   | Versenyszám              | Előfutam | Előfutam | Vigaszág | Vigaszág | Elődöntő | Elődöntő | Elődöntő | Döntő | Döntő   | Döntő | Helyezés |
| Versenyző                   | Versenyszám              | Idő      | Hely.    | Idő      | Hely.    | Típus    | Idő      | Hely.    | Típus | Idő     | Hely. | Helyezés |
| --------------------------- | ------------------------ | -------- | -------- | -------- | -------- | -------- | -------- | -------- | ----- | ------- | ----- | -------- |
| Maria Brandin               | Egypárevezős             | 8:00,70  | 1.       | erőnyerő | erőnyerő | A/B      | 8:01,55  | 3.       | A     | 7:42,58 | 4.    | 4.       |
| Monika Knejp Kristina Knejp | Könnyűsúlyú kétpárevezős | 7:48,13  | 3.       | 7:08,68  | 2.       | A/B      | 7:27,01  | 6.       | B     | 7:12,03 | 6.    | 12.      |

## Íjászat
Férfi
| Versenyző                                       | Versenyszám | Selejtező | Selejtező | 64-es főtábla                           | 32-es főtábla                                | Nyolcaddöntő                                                                       | Negyeddöntő                                                                       | Elődöntő                                  | Döntő                             | Helyezés |
| Versenyző                                       | Versenyszám | Pont      | Kiemelt   | Ellenfél Eredmény                       | Ellenfél Eredmény                            | Ellenfél Eredmény                                                                  | Ellenfél Eredmény                                                                 | Ellenfél Eredmény                         | Ellenfél Eredmény                 | Helyezés |
| ----------------------------------------------- | ----------- | --------- | --------- | --------------------------------------- | -------------------------------------------- | ---------------------------------------------------------------------------------- | --------------------------------------------------------------------------------- | ----------------------------------------- | --------------------------------- | -------- |
| Magnus Petersson                                | Egyéni      | 672       | 7.        | Luo Hengyu (CHN) (58.) · 167–161        | Andrea Parenti (ITA) (39.) · 167–165         | Matteo Bisiani (ITA) (10.) · 167–163                                               | Csang Jongho (Jang Yong-Ho) (KOR) (2.) · 111–108                                  | O Gjomun (O Gyo-Mun) (KOR) (3.) · 112–109 | Justin Huish (USA) (9.) · 107–112 |          |
| Mikael Larsson                                  | Egyéni      | 659       | 22.       | Rob Rusnov (CAN) (43.) · 167–159        | Kim Boram (Kim Bo-Ram) (KOR) (11.) · 160–166 | kiesett                                                                            | kiesett                                                                           | kiesett                                   | kiesett                           | 21.      |
| Göran Bjerendal                                 | Egyéni      | 646       | 40.       | Macusita Takajosi (JPN) (25.) · 162–163 | kiesett                                      | kiesett                                                                            | kiesett                                                                           | kiesett                                   | kiesett                           | 34.      |
| Göran Bjerendal Mikael Larsson Magnus Petersson | Csapat      | 646       | 5.        |                                         |                                              | Kazahsztán (KAZ) · Vagyim Sikarev · Szergej Martinov · Vitalij Sin (12.) · 247–239 | Ausztrália (AUS) · Simon Fairweather · Jackson Fear · Matthew Gray (4.) · 241–253 | kiesett                                   | kiesett                           | 6.       |

Női
| Versenyző                                                 | Versenyszám | Selejtező | Selejtező | 64-es főtábla                        | 32-es főtábla                               | Nyolcaddöntő                                                          | Negyeddöntő | Elődöntő          | Döntő             | Helyezés |
| Versenyző                                                 | Versenyszám | Pont      | Kiemelt   | Ellenfél Eredmény                    | Ellenfél Eredmény                           | Ellenfél Eredmény                                                     | Ellenfél Eredmény | Ellenfél Eredmény | Ellenfél Eredmény | Helyezés |
| --------------------------------------------------------- | ----------- | --------- | --------- | ------------------------------------ | ------------------------------------------- | --------------------------------------------------------------------- | --- | ----------------- | ----------------- | -------- |
| Jenny Sjöwall                                             | Egyéni      | 643       | 22.       | Óucsi Ai (JPN) (43.) · 152–152       | Loedmila Arzjannikova (NED) (11.) · 151–160 | kiesett                                                               | kiesett | kiesett           | kiesett           | 26.      |
| Christa Bäckman                                           | Egyéni      | 617       | 48.       | Janet Dykman (USA) (17.) · 154–156   | kiesett                                     | kiesett                                                               | kiesett | kiesett           | kiesett           | 35.      |
| Kristina Persson-Nordlander                               | Egyéni      | 636       | 30.       | Volha Jakusava (BLR) (35.) · 151–159 | kiesett                                     | kiesett                                                               | kiesett | kiesett           | kiesett           | 43.      |
| Christa Bäckman Kristina Persson-Nordlander Jenny Sjöwall | Csapat      | 617       | 9.        |                                      |                                             | Tajvan (TPE) · Lin Ya-Hua · Lin Yi-Yin · Yang Chun-Chi (8.) · 239–227 | Dél-Korea (KOR) · Kim Dzsoszun (Kim Jo-Sun) · Kim Gjonguk (Kim Gyeong-Uk) · Jun Hjejong (Yun Hye-Yeong) (1.) · 226–249 | kiesett           | kiesett           | 7.       |

## Kajak-kenu

### Síkvízi
Férfi
| Versenyző                                               | Versenyszám         | Előfutam | Előfutam | Előfutam | Vigaszág | Vigaszág | Vigaszág | Elődöntő | Elődöntő | Elődöntő | Döntő    | Döntő    |
| Versenyző                                               | Versenyszám         | Idő      | Hely.    | Össz.    | Idő      | Hely.    | Össz.    | Idő      | Hely.    | Össz.    | Idő      | Helyezés |
| ------------------------------------------------------- | ------------------- | -------- | -------- | -------- | -------- | -------- | -------- | -------- | -------- | -------- | -------- | -------- |
| Tom Krantz                                              | Kajak egyes 500 m   | 1:49,695 | 8.       | 23.      | 1:47,815 | 7.       | 14.      | kiesett  | kiesett  | kiesett  | kiesett  | kiesett  |
| Tom Krantz                                              | Kajak egyes 1000 m  | 4:03,324 | 7.       | 21.      | 4:10,057 | 5.       | 11.      | kiesett  | kiesett  | kiesett  | kiesett  | kiesett  |
| Markus Oscarsson Staffan Malmsten                       | Kajak kettes 500 m  | 1:33,411 | 4.       | 10.      | 1:39,176 | 2.       | 5.       | 1:31,811 | 7.       | 12.      | kiesett  | kiesett  |
| Staffan Malmsten Markus Oscarsson                       | Kajak kettes 1000 m | 3:44,174 | 4.       | 12.      | 3:34,480 | 2.       | 4.       | 3:19,606 | 4.       | 9.       | 3:14,182 | 8.       |
| Paw Madsen Mattias Oscarsson Henrik Nilsson Jonas Fager | Kajak négyes 1000 m | 3:13,809 | 4.       | 7.       |          |          |          | 3:02,202 | 2.       | 5.       | 2:55,908 | 6.       |

Női
| Versenyző                                                       | Versenyszám        | Előfutam | Előfutam | Előfutam | Vigaszág | Vigaszág | Vigaszág | Elődöntő | Elődöntő | Elődöntő | Döntő    | Döntő    |
| Versenyző                                                       | Versenyszám        | Idő      | Hely.    | Össz.    | Idő      | Hely.    | Össz.    | Idő      | Hely.    | Össz.    | Idő      | Helyezés |
| --------------------------------------------------------------- | ------------------ | -------- | -------- | -------- | -------- | -------- | -------- | -------- | -------- | -------- | -------- | -------- |
| Susanne Wiberg-Gunnarsson                                       | Kajak egyes 500 m  | 1:52,943 | 3.       | 4.       | erőnyerő | erőnyerő | erőnyerő | 1:49,886 | 2.       | 4.       | 1:49,591 | 5.       |
| Agneta Andersson Susanne Wiberg-Gunnarsson                      | Kajak kettes 500 m | 1:43,022 | 1.       | 1.       | erőnyerő | erőnyerő | erőnyerő | 1:43,521 | 1.       | 3.       | 1:39,329 |          |
| Agneta Andersson Ingela Ericsson Anna Olsson Susanne Rosenqvist | Kajak négyes 500 m | 1:39,363 | 2.       | 2.       |          |          |          | erőnyerő | erőnyerő | erőnyerő | 1:32,917 |          |

## Kerékpározás

### Hegyi-kerékpározás
| Versenyző     | Versenyszám        | Idő                | Helyezés |
| ------------- | ------------------ | ------------------ | -------- |
| Roger Persson | Férfi terepverseny | 2:37:17 (+0:19:39) | 21.      |

### Országúti kerékpározás
Férfi
| Versenyző         | Versenyszám   | Idő                | Helyezés      |
| ----------------- | ------------- | ------------------ | ------------- |
| Michel Lafis      | Mezőnyverseny | 4:56:44 (+2:48)    | 34.           |
| Glenn Magnusson   | Mezőnyverseny | 4:56:45 (+2:49)    | 35.           |
| Markus Andersson  | Mezőnyverseny | 4:56:46 (+2:50)    | 55.           |
| Michael Andersson | Mezőnyverseny | nem ért célba      | nem ért célba |
| Michael Andersson | Időfutam      | nem ért célba      | nem ért célba |
| Jan Karlsson      | Időfutam      | 1:08:52 (+0:04:47) | 18.           |

Női
| Versenyző         | Versenyszám   | Idő             | Helyezés |
| ----------------- | ------------- | --------------- | -------- |
| Susanne Ljungskog | Mezőnyverseny | 2:37:06 (+0:53) | 25.      |

## Kézilabda

### Férfi
| Svéd férfi kézilabdacsapat-játékoskeret                                                                                                 | Svéd férfi kézilabdacsapat-játékoskeret                                                                                                |
| --- | --- |
| - Andreas Larsson - Erik Hajas - Johan Pettersson - Magnus Andersson - Magnus Wislander - Martin Frändesjö - Mats Olsson - Ola Lindgren | - Per Carlén - Pierre Thorsson - Robert Andersson - Robert Hedin - Staffan Olsson - Stefan Lövgren - Tomas Sivertsson - Tomas Svensson |

#### Eredmények
Csoportkör
A csoport
| Csapat                 | M | Gy | D | V | G+  | G–  | Gk  | P  |
| ---------------------- | - | -- | - | - | --- | --- | --- | -- |
| Svédország (SWE)       | 5 | 5  | 0 | 0 | 131 | 94  | +37 | 10 |
| Horvátország (CRO)     | 5 | 4  | 0 | 1 | 132 | 122 | +10 | 8  |
| Oroszország (RUS)      | 5 | 3  | 0 | 2 | 137 | 106 | +31 | 6  |
| Svájc (SUI)            | 5 | 2  | 0 | 3 | 126 | 115 | +11 | 4  |
| Egyesült Államok (USA) | 5 | 1  | 0 | 4 | 111 | 142 | –31 | 2  |
| Kuvait (KUW)           | 5 | 0  | 0 | 5 | 100 | 158 | –58 | 0  |

| 1996. július 24. 19:00 | Svédország (SWE) | 23–19  | Egyesült Államok (USA) | Játékvezetők: Feliksas Gedvilas, Grigorij Guterman (LTU) |
| 1996. július 24. 19:00 | Wislander 5      | (11–9) | Heath 4                | Játékvezetők: Feliksas Gedvilas, Grigorij Guterman (LTU) |
| 1996. július 24. 19:00 |                  |        |                        | Játékvezetők: Feliksas Gedvilas, Grigorij Guterman (LTU) |

| 1996. július 25. 14:30 | Svájc (SUI)   | 19–26  | Svédország (SWE) | Játékvezetők: Jean Pierre Moreno, Francois Garcia (FRA) |
| 1996. július 25. 14:30 | Baumgartner 5 | (8–14) | Hajas 6          | Játékvezetők: Jean Pierre Moreno, Francois Garcia (FRA) |
| 1996. július 25. 14:30 |               |        |                  | Játékvezetők: Jean Pierre Moreno, Francois Garcia (FRA) |

| 1996. július 27. 14:30 | Svédország (SWE) | 22–20   | Oroszország (RUS)   | Játékvezetők: Silvino Gallego Santos, Victor Lamas Perez (ESP) |
| 1996. július 27. 14:30 | M. Andersson 5   | (11–11) | Gopin, Torgovanov 5 | Játékvezetők: Silvino Gallego Santos, Victor Lamas Perez (ESP) |
| 1996. július 27. 14:30 |                  |         |                     | Játékvezetők: Silvino Gallego Santos, Victor Lamas Perez (ESP) |

| 1996. július 29. 11:45 | Svédország (SWE) | 33–18  | Kuvait (KUW) | Játékvezetők: Peter Brussel, Anton van Dongen (NED) |
| 1996. július 29. 11:45 | Pettersson 10    | (16–7) | el-Ali 4     | Játékvezetők: Peter Brussel, Anton van Dongen (NED) |
| 1996. július 29. 11:45 |                  |        |              | Játékvezetők: Peter Brussel, Anton van Dongen (NED) |

| 1996. július 31. 14:30 | Horvátország (CRO) | 18–27  | Svédország (SWE)  | Játékvezetők: Hans Thomas, Jürgen Thomas (GER) |
| 1996. július 31. 14:30 | Mikulić 6          | (7–10) | Hajas, Thorsson 7 | Játékvezetők: Hans Thomas, Jürgen Thomas (GER) |
| 1996. július 31. 14:30 |                    |        |                   | Játékvezetők: Hans Thomas, Jürgen Thomas (GER) |

Elődöntő
| 1996. augusztus 2. 16:15 | Svédország (SWE) | 25–20   | Spanyolország (ESP) | Játékvezetők: Peter Brussel, Anton van Dongen (NED) |
| 1996. augusztus 2. 16:15 | Thorsson 7       | (11–12) | Guijosa 5           | Játékvezetők: Peter Brussel, Anton van Dongen (NED) |
| 1996. augusztus 2. 16:15 |                  |         |                     | Játékvezetők: Peter Brussel, Anton van Dongen (NED) |

Döntő
| 1996. augusztus 4. 12:45 | Svédország (SWE) | 26–27   | Horvátország (CRO) | Játékvezetők: Silvino Gallego Santos, Victor Lamas Perez (ESP) |
| 1996. augusztus 4. 12:45 | Thorsson 8       | (11–16) | három játékos 6    | Játékvezetők: Silvino Gallego Santos, Victor Lamas Perez (ESP) |
| 1996. augusztus 4. 12:45 |                  |         |                    | Játékvezetők: Silvino Gallego Santos, Victor Lamas Perez (ESP) |

| Csapat           | Helyezés |
| ---------------- | -------- |
| Svédország (SWE) |          |

## Labdarúgás

### Női
| Svéd női labdarúgócsapat-játékoskeret | Svéd női labdarúgócsapat-játékoskeret                                                                                                |
| --- | --- |
| - Annelie Nilsson - Cecilia Sandell - Åsa Jakobsson - Annika Nessvold - Kristin Bengtsson - Anna Pohjanen - Pia Sundhage - Malin Swedberg | - Malin Andersson - Ulrika Kalte - Lena Videkull - Ulrika Karlsson - Camilla Svensson - Maria Kun - Julia Carlsson - Hanna Ljungberg |

#### Eredmények
Csoportkör
E csoport
| Csapat                 | M | Gy | D | V | Rg | Kg | Gk | P |
| ---------------------- | - | -- | - | - | -- | -- | -- | - |
| Kína (CHN)             | 3 | 2  | 1 | 0 | 7  | 1  | +6 | 7 |
| Egyesült Államok (USA) | 3 | 2  | 1 | 0 | 5  | 1  | +4 | 7 |
| Svédország (SWE)       | 3 | 1  | 0 | 2 | 4  | 5  | –1 | 3 |
| Dánia (DEN)            | 3 | 0  | 0 | 3 | 2  | 11 | –9 | 0 |

| 1996. július 21. 16:00 |

| Svédország (SWE) | 0–2               | Kína (CHN)                                                   |
| ---------------- | ----------------- | ------------------------------------------------------------ |
|                  | (0–2) Jegyzőkönyv | Si Kuj-hung (Shi Guihong) 31' Csao Li-hung (Zhao Lihong) 32' |

| Orange Bowl, Miami Nézőszám: 46 724 Játékvezető: al-Gandúr (egyiptomi) |

| 1996. július 23. 18:00 |

| Egyesült Államok (USA)      | 2–1               | Svédország (SWE)     |
| --------------------------- | ----------------- | -------------------- |
| Venturini 15' MacMillan 62' | (1–0) Jegyzőkönyv | Overbeck 64' (öngól) |

| Citrus Bowl, Orlando Nézőszám: 28 000 Játékvezető: Bente Skogvang (norvég) |

| 1996. július 25. 18:30 |

| Dánia (DEN) | 1–3               | Svédország (SWE)              |
| ----------- | ----------------- | ----------------------------- |
| Jensen 90'  | (0–0) Jegyzőkönyv | Swedberg 62' 68' Videkull 76' |

| Citrus Bowl, Orlando Nézőszám: 17 020 Játékvezető: Cláudia Vasconcelos (brazil) |

| Csapat           | Helyezés |
| ---------------- | -------- |
| Svédország (SWE) | 6.       |

## Lovaglás
Díjlovaglás
| Versenyző                                                                 | Ló           | Versenyszám | 1. kör | 1. kör | 2. kör  | 2. kör  | 3. kör  | 3. kör  | Végeredmény | Végeredmény |
| Versenyző                                                                 | Ló           | Versenyszám | Pont   | Hely.  | Pont    | Hely.   | Pont    | Hely.   | Pont        | Helyezés    |
| ------------------------------------------------------------------------- | ------------ | ----------- | ------ | ------ | ------- | ------- | ------- | ------- | ----------- | ----------- |
| Louise Nathhorst                                                          | Walk on Top  | Egyéni      | 66,28  | 21.    | 73,53   | 7.      | 72,73   | 9.      | 212,54      | 10.         |
| Annette Solmell                                                           | Strauss      | Egyéni      | 66,92  | 15.*   | 66,47   | 20.     | kiesett | kiesett | 133,39      | 19.         |
| Ulla Håkansson                                                            | Bobby        | Egyéni      | 66,64  | 18.    | 66,51   | 19.     | kiesett | kiesett | 133,15      | 20.         |
| Tinne Wilhelmsson-Silfvén                                                 | Caprice      | Egyéni      | 61,68  | 37.    | kiesett | kiesett | kiesett | kiesett | kiesett     | kiesett     |
| Annette Solmell Ulla Håkansson Louise Nathhorst Tinne Wilhelmsson-Silfvén | lásd fentebb | Csapat      |        |        |         |         |         |         | 4996        | 5.          |

Díjugratás
| Versenyző                                                                | Ló           | Versenyszám | Selejtező | Selejtező | Selejtező | Selejtező | Selejtező | Selejtező | Selejtező | Selejtező | Döntő      | Döntő      | Döntő  | Döntő  | Végeredmény | Végeredmény |
| Versenyző                                                                | Ló           | Versenyszám | 1. kör    | 1. kör    | 2. kör    | 2. kör    | 2. kör    | 3. kör    | 3. kör    | 3. kör    | 1. kör     | 1. kör     | 2. kör | 2. kör | Végeredmény | Végeredmény |
| Versenyző                                                                | Ló           | Versenyszám | Bünt.     | Hely.     | Bünt.     | Össz.     | Hely.     | Bünt.     | Össz.     | Hely.     | Bünt.      | Hely.      | Bünt.  | Hely.  | Bünt.       | Helyezés    |
| ------------------------------------------------------------------------ | ------------ | ----------- | --------- | --------- | --------- | --------- | --------- | --------- | --------- | --------- | ---------- | ---------- | ------ | ------ | ----------- | ----------- |
| Peter Eriksson                                                           | Robin I Z    | Egyéni      | 4,00      | 14.       | 8,00      | 12,00     | 22.       | 4,00      | 16,00     | 16.       | nem indult | nem indult |        |        | kiesett     | kiesett     |
| Maria Gretzer                                                            | Marcoville   | Egyéni      | 9,00      | 54.       | 4,00      | 13,00     | 33.       | 12,50     | 25,50     | 45.       | kiesett    | kiesett    |        |        | kiesett     | kiesett     |
| Rolf-Göran Bengtsson                                                     | Paradiso     | Egyéni      | 4,00      | 14.       | 4,00      | 8,00      | 9.        | 20,00     | 28,00     | 46.       | kiesett    | kiesett    |        |        | kiesett     | kiesett     |
| Malin Baryard-Johnsson                                                   | Corrmint     | Egyéni      | 12,50     | 64.       | 12,25     | 24,75     | 57.       | 4,25      | 29,00     | 48.       | kiesett    | kiesett    |        |        | kiesett     | kiesett     |
| Peter Eriksson Malin Baryard-Johnsson Maria Gretzer Rolf-Göran Bengtsson | lásd fentebb | Csapat      |           |           |           |           |           |           |           |           | 16,00      | 6.**       | 20,75  | 13.    | 36,75       | 10.         |

Lovastusa
| Versenyző                                                   | Ló                                      | Versenyszám | Díjlovaglás | Díjlovaglás | Tereplovaglás | Tereplovaglás | Tereplovaglás | Díjugratás | Díjugratás | Végeredmény | Végeredmény |
| Versenyző                                                   | Ló                                      | Versenyszám | Bünt.       | Hely.       | Bünt.         | Össz.         | Hely.         | Bünt.      | Hely.      | Bünt.       | Helyezés    |
| ----------------------------------------------------------- | --------------------------------------- | ----------- | ----------- | ----------- | ------------- | ------------- | ------------- | ---------- | ---------- | ----------- | ----------- |
| Fredrik Jönsson                                             | Ulfung                                  | Egyéni      | 70,80       | 32.         | 39,60         | 110,40        | 14.           | 16,75      | 15.        | 127,15      | 13.         |
| Linda Algotsson Paula Törnqvist Therese Olausson Dag Albert | Lafayett Monaghan Hector T Nice n’ Easy | Csapat      | 166,80      | 10.         | 158,00        | 330,00        | 8.            | 15,25      | 3.         | 345,25      | 7.          |

* - egy másik versenyzővel azonos eredményt ért el

** - egy másik csapattal azonos eredményt ért el

## Műugrás
Férfi
| Versenyző        | Versenyszám        | Selejtező | Selejtező | Elődöntő | Elődöntő | Döntő   | Döntő    |
| Versenyző        | Versenyszám        | Pont      | Helyezés  | Pont     | Helyezés | Pont    | Helyezés |
| ---------------- | ------------------ | --------- | --------- | -------- | -------- | ------- | -------- |
| Joakim Andersson | Egyéni műugrás     | 331,83    | 22.       | kiesett  | kiesett  | kiesett | kiesett  |
| Jimmy Sjödin     | Egyéni műugrás     | 339,93    | 20.       | kiesett  | kiesett  | kiesett | kiesett  |
| Jimmy Sjödin     | Egyéni toronyugrás | 352,74    | 14.       | 517,74   | 14.      | kiesett | kiesett  |

Női
| Versenyző     | Versenyszám    | Selejtező | Selejtező | Elődöntő | Elődöntő | Döntő  | Döntő    |
| Versenyző     | Versenyszám    | Pont      | Helyezés  | Pont     | Helyezés | Pont   | Helyezés |
| ------------- | -------------- | --------- | --------- | -------- | -------- | ------ | -------- |
| Anna Lindberg | Egyéni műugrás | 292,02    | 2.        | 512,31   | 2.       | 489,81 | 8.       |

## Ökölvívás
| Versenyző        | Versenyszám     | Selejtező                               | Nyolcaddöntő                       | Negyeddöntő                   | Elődöntő          | Döntő             | Helyezés |
| Versenyző        | Versenyszám     | Ellenfél Eredmény                       | Ellenfél Eredmény                  | Ellenfél Eredmény             | Ellenfél Eredmény | Ellenfél Eredmény | Helyezés |
| ---------------- | --------------- | --------------------------------------- | ---------------------------------- | ----------------------------- | ----------------- | ----------------- | -------- |
| Stefan Ström     | Papírsúly       | Yosvany Aguilera (CUB) · RSC            | kiesett                            | kiesett                       | kiesett           | kiesett           | 17.      |
| John Hamed Larbi | Harmatsúly      | Arnaldo Mesa (CUB) · 5–19               | kiesett                            | kiesett                       | kiesett           | kiesett           | 17.      |
| Roger Pettersson | Nagyváltósúly   | Shokhrat Kurbanov (TKM) · 7–2           | Antonio Perugino (ITA) · 4–18      | kiesett                       | kiesett           | kiesett           | 9.       |
| Ismael Koné      | Félnehézsúly    | İlham Kərimov (AZE) · 22–3              | Thomas Ulrich (GER) · 9–24         | kiesett                       | kiesett           | kiesett           | 9.       |
| Kwamena Turkson  | Nehézsúly       | Ko Jongszam (Go Yeong-Sam) (KOR) · 12–8 | Félix Savón (CUB) · KO             | kiesett                       | kiesett           | kiesett           | 9.       |
| Attila Levin     | Szupernehézsúly | erőnyerő                                | Jean-François Bergeron (CAN) · RSC | Volodimir Klicsko (UKR) · RSC | kiesett           | kiesett           | 5.       |

RSC - a mérkőzésvezető megállította a mérkőzést

## Öttusa
| Versenyző           | Lövészet | Lövészet | Lövészet | Úszás   | Úszás | Úszás | Vívás    | Vívás | Vívás | Lovaglás | Lovaglás | Lovaglás | Lovaglás | Futás     | Futás | Futás | Összesen    | Összesen |
| Versenyző           | Pontszám | Pont     | Hely.    | Idő     | Pont  | Hely. | Eredmény | Pont  | Hely. | Idő      | Hibapont | Pont     | Hely.    | Idő       | Pont  | Hely. | Összes pont | Helyezés |
| ------------------- | -------- | -------- | -------- | ------- | ----- | ----- | -------- | ----- | ----- | -------- | -------- | -------- | -------- | --------- | ----- | ----- | ----------- | -------- |
| Per-Olov Danielsson | 176      | 1048     | 16.**    | 3:24,81 | 1236  | 20.   | 17–14    | 850   | 11.*  | 1:17,57  | 60       | 1037     | 10.      | 13:07,560 | 1204  | 14.   | 5375        | 10.      |

* - egy másik versenyzővel azonos eredményt ért el

** - két másik versenyzővel azonos eredményt ért el

## Röplabda

### Strandröplabda

#### Férfi
| Versenyző                   | 1. forduló                                                 | 2. forduló        | 3. forduló        | 4. forduló        | Reményág                                      | Reményág          | Reményág          | Reményág          | Reményág          | Elődöntő          | Döntő             | Helyezés |
| Versenyző                   | 1. forduló                                                 | 2. forduló        | 3. forduló        | 4. forduló        | 1. forduló                                    | 2. forduló        | 3. forduló        | 4. forduló        | 5. forduló        | Elődöntő          | Döntő             | Helyezés |
| Versenyző                   | Ellenfél Eredmény                                          | Ellenfél Eredmény | Ellenfél Eredmény | Ellenfél Eredmény | Ellenfél Eredmény                             | Ellenfél Eredmény | Ellenfél Eredmény | Ellenfél Eredmény | Ellenfél Eredmény | Ellenfél Eredmény | Ellenfél Eredmény | Helyezés |
| --------------------------- | ---------------------------------------------------------- | ----------------- | ----------------- | ----------------- | --------------------------------------------- | ----------------- | ----------------- | ----------------- | ----------------- | ----------------- | ----------------- | -------- |
| Tom Englén Fredrik Peterson | Kuba (CUB) · Francisco Álvarez · Juan Miguel Rosell · 3–15 |                   |                   |                   | Kanada (CAN) · John Child · Mark Heese · 2–15 | kiesett           | kiesett           | kiesett           | kiesett           | kiesett           | 17.               |          |

## Sportlövészet
Férfi
| Versenyző         | Versenyszám           | Selejtező | Selejtező | Döntő   | Döntő    |
| Versenyző         | Versenyszám           | Pont      | Helyezés  | Pont    | Helyezés |
| ----------------- | --------------------- | --------- | --------- | ------- | -------- |
| Lennart Andersson | Szabadpisztoly        | 538       | 42.       | kiesett | kiesett  |
| Lennart Andersson | Légpisztoly           | 576       | 23.**     | kiesett | kiesett  |
| Ragnar Skanåker   | Légpisztoly           | 575       | 26.**     | kiesett | kiesett  |
| Ragnar Skanåker   | Szabadpisztoly        | 555       | 25.**     | kiesett | kiesett  |
| Peter Gabrielsson | Sportpuska, fekvő     | 589       | 42.****   | kiesett | kiesett  |
| Peter Gabrielsson | Sportpuska, összetett | 1162      | 22.***    | kiesett | kiesett  |

** - két másik versenyzővel azonos eredményt ért el

*** - három másik versenyzővel azonos eredményt ért el

**** - négy másik versenyzővel azonos eredményt ért el

## Súlyemelés
| Versenyző        | Versenyszám | Szakítás | Szakítás | Lökés    | Lökés    | Összesen | Helyezés |
| Versenyző        | Versenyszám | Eredmény | Helyezés | Eredmény | Helyezés | Összesen | Helyezés |
| ---------------- | ----------- | -------- | -------- | -------- | -------- | -------- | -------- |
| André Aldenhov   | 70 kg       | 135,0    | 20.*     | 165,0    | 21.      | 300,0    | 21.      |
| Anders Bergström | +108 kg     | 175,0    | 13.*     | 220,0    | 11.*     | 395,0    | 12.      |

* - másik versenyzővel azonos eredményt ért el

## Tenisz
Férfi
| Versenyző                    | Versenyszám | 64-es főtábla                             | 32-es főtábla                                                   | Nyolcaddöntő                    | Negyeddöntő       | Elődöntő          | Bronz- mérkőzés   | Döntő             | Helyezés |
| Versenyző                    | Versenyszám | Ellenfél Eredmény                         | Ellenfél Eredmény                                               | Ellenfél Eredmény               | Ellenfél Eredmény | Ellenfél Eredmény | Ellenfél Eredmény | Ellenfél Eredmény | Helyezés |
| ---------------------------- | ----------- | ----------------------------------------- | --------------------------------------------------------------- | ------------------------------- | ----------------- | ----------------- | ----------------- | ----------------- | -------- |
| Thomas Enqvist               | Egyes       | Marc-Kevin Goellner (GER) · 7–6, 4–6, 6–4 | Szargisz Szargszjan (ARM) · 4–6, 7–6, 6–4                       | Lijendar Pedzs (IND) · 5–7, 6–7 | kiesett           | kiesett           | kiesett           | kiesett           | 9.       |
| Magnus Gustafsson            | Egyes       | Ronald Agénor (HAI) · 6–2, 6–4            | Greg Rusedski (GBR) · 7–6, 6–7, 3–6                             | kiesett                         | kiesett           | kiesett           | kiesett           | kiesett           | 17.      |
| Jonas Björkman               | Egyes       | Andre Agassi (USA) · 6–7, 6–7             | kiesett                                                         | kiesett                         | kiesett           | kiesett           | kiesett           | kiesett           | 33.      |
| Jonas Björkman Nicklas Kulti | Páros       |                                           | Horvátország (CRO) · Saša Hiršzon · Goran Ivanišević · 6–7, 6–7 | kiesett                         | kiesett           | kiesett           | kiesett           | kiesett           | 17.      |

## Tollaslabda
| Versenyző                         | Versenyszám  | Selejtező                                    | 32-es főtábla                                                                | Nyolcaddöntő                                                                             | Negyeddöntő       | Elődöntő          | Döntő             | Helyezés |
| Versenyző                         | Versenyszám  | Ellenfél Eredmény                            | Ellenfél Eredmény                                                            | Ellenfél Eredmény                                                                        | Ellenfél Eredmény | Ellenfél Eredmény | Ellenfél Eredmény | Helyezés |
| --------------------------------- | ------------ | -------------------------------------------- | ---------------------------------------------------------------------------- | ---------------------------------------------------------------------------------------- | ----------------- | ----------------- | ----------------- | -------- |
| Jens Olsson                       | Férfi egyes  | Kenneth Erichsen (GUA) · 12–15, 15–6, 17–15  | Peter Knowles (GBR) · 15–11, 15–9                                            | Joko Supriyanto (INA) · 11–15, 12–15                                                     | kiesett           | kiesett           | kiesett           | 9.       |
| Tomas Johansson                   | Férfi egyes  | erőnyerő                                     | Alan Budikusuma (INA) · 5–15, 1–15                                           | kiesett                                                                                  | kiesett           | kiesett           | kiesett           | 17.      |
| Pär-Gunnar Jönsson Peter Axelsson | Férfi páros  |                                              | Németország (GER) · Michael Helber · Michael Keck · 8–15, 13–15              | kiesett                                                                                  | kiesett           | kiesett           | kiesett           | 17.      |
| Margit Borg                       | Női egyes    | Neli Negyalkova-Boteva (BUL) · 11–6, 11–4    | Jaroensiri Somhasurthai (THA) · 11–3, 7–11, 11–5                             | Ye Zhaoying (CHN) · 4–11, 4–11                                                           | kiesett           | kiesett           | kiesett           | 9.       |
| Christine Magnusson               | Női egyes    | erőnyerő                                     | Mia Audina (INA) · 6–11, 1–11                                                | kiesett                                                                                  | kiesett           | kiesett           | kiesett           | 17.      |
| Catrine Bengtsson                 | Női egyes    | Pornsawan Plungwech (THA) · 4–11, 11–4, 6–11 | kiesett                                                                      | kiesett                                                                                  | kiesett           | kiesett           | kiesett           | 33.      |
| Margit Borg Maria Bengtsson       | Női páros    |                                              | Indonézia (INA) · Eliza Nathanael · Zelin Resiana · 6–15, 13–15              | kiesett                                                                                  | kiesett           | kiesett           | kiesett           | 17.      |
| Astrid Crabo Jan-Eric Antonsson   | Vegyes páros |                                              | Mauritius (MRI) · Marie-Josephe Jean-Pierre · Édouard Clarisse · 15–4, 15–12 | Indonézia (INA) · Minarti Timur · Trikus Haryanto · 5–15, 13–18                          | kiesett           | kiesett           | kiesett           | 9.       |
| Catrine Bengtsson Peter Axelsson  | Vegyes páros |                                              | Nagy-Britannia (GBR) · Joanne Muggeridge · Chris Hunt · 15–5, 15–8           | Dél-Korea (KOR) · Na Gjongmin (Na Gyeong-Min) · Pak Csubong (Park Ju-bong) · 1–15, 15–17 | kiesett           | kiesett           | kiesett           | 9.       |

## Úszás
Férfi
| Versenyző                                                                     | Versenyszám          | Előfutam | Előfutam | Előfutam | Döntő   | Döntő   | Döntő   | Helyezés |
| Versenyző                                                                     | Versenyszám          | Idő      | Hely.    | Össz.    | Típus   | Idő     | Hely.   | Helyezés |
| ----------------------------------------------------------------------------- | -------------------- | -------- | -------- | -------- | ------- | ------- | ------- | -------- |
| Pär Lindström                                                                 | 50 m gyors           | 23,47    | 7.       | 33.      | kiesett | kiesett | kiesett | kiesett  |
| Lars Frölander                                                                | 100 m gyors          | 49,91    | 4.       | 9.       | kiesett | kiesett | kiesett | kiesett  |
| Lars Frölander                                                                | 100 m pillangó       | 54,37    | 5.       | 19.      | kiesett | kiesett | kiesett | kiesett  |
| Anders Holmertz                                                               | 200 m gyors          | 1:48,41  | 1.       | 1.       | A       | 1:48,42 | 5.      | 5.       |
| Anders Holmertz                                                               | 400 m gyors          | 3:52,27  | 2.       | 7.       | A       | 3:50,68 | 5.      | 5.       |
| Lars Frölander Fredrik Letzler Anders Holmertz Christer Wallin Johan Wallberg | 4 × 100 m gyorsváltó | 3:20,74  | 2.       | 6.       | A       | 3:20,16 | 7.      | 7.       |
| Christer Wallin Anders Holmertz Lars Frölander Anders Lyrbring                | 4 × 200 m gyorsváltó | 7:20,61  | 2.       | 2.       | A       | 7:17,56 | 2.      |          |

Női
| Versenyző                                                      | Versenyszám            | Előfutam | Előfutam | Előfutam | Döntő   | Döntő   | Döntő   | Helyezés |
| Versenyző                                                      | Versenyszám            | Idő      | Hely.    | Össz.    | Típus   | Idő     | Hely.   | Helyezés |
| -------------------------------------------------------------- | ---------------------- | -------- | -------- | -------- | ------- | ------- | ------- | -------- |
| Linda Olofsson                                                 | 50 m gyors             | 25,84    | 3.       | 8.       | A       | 25,63   | 6.      | 6.       |
| Linda Olofsson                                                 | 100 m gyors            | 56,56    | 7.       | 15.      | B       | 55,83   | 2.      | 10.      |
| Louise Jöhncke                                                 | 200 m gyors            | 2:01,13  | 3.       | 11.      | B       | 2:01,37 | 3.      | 11.      |
| Malin Nilsson                                                  | 200 m gyors            | 2:04,39  | 8.       | 24.      | kiesett | kiesett | kiesett | kiesett  |
| Linda Olofsson Louise Jöhncke Louise Karlsson Johanna Sjöberg  | 4 × 100 m gyorsváltó   | 3:45,39  | 3.       | 5.       | A       | 3:44,91 | 5.      | 5.       |
| Louise Jöhncke Josefin Lillhage Åsa Sandlund Johanna Sjöberg   | 4 × 200 m gyorsváltó   | 8:13,64  | 3.       | 9.       | kiesett | kiesett | kiesett | kiesett  |
| Therese Alshammar                                              | 100 m hát              | 1:03,79  | 6.       | 14.      | B       | 1:04,15 | 8.      | 16.      |
| Hanna Jaltner                                                  | 100 m mell             | 1:10,69  | 6.       | 15.      | B       | 1:11,41 | 8.      | 16.      |
| Maria Östling                                                  | 100 m mell             | 1:11,58  | 8.       | 23.      | kiesett | kiesett | kiesett | kiesett  |
| Maria Östling                                                  | 200 m mell             | 2:33,44  | 7.       | 21.      | kiesett | kiesett | kiesett | kiesett  |
| Lena Eriksson                                                  | 200 m mell             | 2:31,65  | 3.       | 14.      | B       | 2:28,87 | 1.      | 9.       |
| Johanna Sjöberg                                                | 100 m pillangó         | 1:01,01  | 3.       | 9.       | B       | 1:00,76 | 1.      | 9.       |
| Louise Karlsson                                                | 200 m vegyes           | 2:16,37  | 4.       | 8.       | A       | 2:17,25 | 8.      | 8.       |
| Therese Alshammar Hanna Jaltner Louise Jöhncke Johanna Sjöberg | 4 × 100 m vegyes váltó | 4:10,88  | 3.       | 10.      | kiesett | kiesett | kiesett | kiesett  |

## Vitorlázás
Férfi
| Versenyző                       | Versenyszám     | Futam | Futam | Futam | Futam | Futam | Futam | Futam | Futam | Futam | Futam | Futam | Pontszám | Helyezés |
| Versenyző                       | Versenyszám     | 1     | 2     | 3     | 4     | 5     | 6     | 7     | 8     | 9     | 10    | 11    | Pontszám | Helyezés |
| ------------------------------- | --------------- | ----- | ----- | ----- | ----- | ----- | ----- | ----- | ----- | ----- | ----- | ----- | -------- | -------- |
| Fredrik Palm                    | Szörfvitorlázás | (34)  | 19    | 11    | 22    | 16    | 31    | (47)  | 13    | 16    |       |       | 128,0    | 19.      |
| Fredrik Lööf                    | Finn dingi      | 8     | 3     | 1     | 6     | 14    | (19)  | 11    | 11    | (15)  | 3     |       | 57,0     | 5.       |
| Marcus Westerlind Henrik Wallin | 470-es osztály  | 6     | 7     | 21    | 5     | 13    | (37)  | 6     | (37)  | 24    | 24    |       | 129,0    | 18.      |

Női
| Versenyző                    | Versenyszám    | Futam | Futam | Futam | Futam | Futam | Futam | Futam | Futam | Futam | Futam | Futam | Pontszám | Helyezés |
| Versenyző                    | Versenyszám    | 1     | 2     | 3     | 4     | 5     | 6     | 7     | 8     | 9     | 10    | 11    | Pontszám | Helyezés |
| ---------------------------- | -------------- | ----- | ----- | ----- | ----- | ----- | ----- | ----- | ----- | ----- | ----- | ----- | -------- | -------- |
| Malin Milbourn               | Europe         | 5     | (19)  | 13    | 13    | 14    | 4     | 10    | 9     | 3     | 11    | (16)  | 82,0     | 9.       |
| Lena Carlsson Boel Bengtsson | 470-es osztály | 18    | 17    | 12    | 11    | 16    | 7     | 1     | (19)  | 6     | (20)  |       | 96,0     | 14.      |

Nyílt
| Versenyző                 | Versenyszám | Futam | Futam | Futam | Futam | Futam | Futam | Futam | Futam | Futam | Futam | Futam | Pontszám | Helyezés |
| Versenyző                 | Versenyszám | 1     | 2     | 3     | 4     | 5     | 6     | 7     | 8     | 9     | 10    | 11    | Pontszám | Helyezés |
| ------------------------- | ----------- | ----- | ----- | ----- | ----- | ----- | ----- | ----- | ----- | ----- | ----- | ----- | -------- | -------- |
| John Harrysson            | Laser       | 3     | 8     | 8     | (33)  | 4     | 6     | (20)  | 7     | 9     | 8     | 2     | 55,0     | 6.       |
| Hans Wallén Bobby Lohse   | Csillaghajó | 4     | 7     | 7     | (8)   | 2     | 1     | 3     | 4     | (8)   | 1     |       | 29,0     |          |
| Mats Nyberg Magnus Lövdén | Tornádó     | 10    | (20)  | 16    | 14    | 7     | 16    | 14    | 15    | 13    | 9     | (17)  | 114,0    | 16.      |

| Versenyző                             | Versenyszám | Futam | Futam | Futam | Futam | Futam | Futam | Futam | Futam | Futam | Futam | Futam | Futam | Negyeddöntő       | Elődöntő          | Döntő             | Helyezés |
| Versenyző                             | Versenyszám | 1     | 2     | 3     | 4     | 5     | 6     | 7     | 8     | 9     | 10    | Pont  | Hely. | Ellenfél Eredmény | Ellenfél Eredmény | Ellenfél Eredmény | Helyezés |
| ------------------------------------- | ----------- | ----- | ----- | ----- | ----- | ----- | ----- | ----- | ----- | ----- | ----- | ----- | ----- | ----------------- | ----------------- | ----------------- | -------- |
| Magnus Holmberg Björn Alm Johan Barne | Soling      | 4     | 8     | 12    | (13)  | (23)  | 5     | 8     | 10    | 10    | 4     | 61    | 13.   | kiesett           | kiesett           | kiesett           | 13.      |

## Vívás
Férfi
| Versenyző   | Versenyszám       | Selejtező         | 32-es főtábla           | Nyolcaddöntő      | Negyeddöntő       | Elődöntő          | Bronz- mérkőzés   | Döntő             | Helyezés |
| Versenyző   | Versenyszám       | Ellenfél Eredmény | Ellenfél Eredmény       | Ellenfél Eredmény | Ellenfél Eredmény | Ellenfél Eredmény | Ellenfél Eredmény | Ellenfél Eredmény | Helyezés |
| ----------- | ----------------- | ----------------- | ----------------------- | ----------------- | ----------------- | ----------------- | ----------------- | ----------------- | -------- |
| Vánky Péter | Párbajtőr, egyéni | erőnyerő          | Imre Géza (HUN) · 14–15 | kiesett           | kiesett           | kiesett           | kiesett           | kiesett           | 17.      |

Női
| Versenyző      | Versenyszám       | Selejtező                  | 32-es főtábla                             | Nyolcaddöntő      | Negyeddöntő       | Elődöntő          | Bronz- mérkőzés   | Döntő             | Helyezés |
| Versenyző      | Versenyszám       | Ellenfél Eredmény          | Ellenfél Eredmény                         | Ellenfél Eredmény | Ellenfél Eredmény | Ellenfél Eredmény | Ellenfél Eredmény | Ellenfél Eredmény | Helyezés |
| -------------- | ----------------- | -------------------------- | ----------------------------------------- | ----------------- | ----------------- | ----------------- | ----------------- | ----------------- | -------- |
| Helena Elinder | Párbajtőr, egyéni | Minna Lehtola (FIN) · 15–8 | Valérie Barlois-Mevel-Leroux (FRA) · 3–15 | kiesett           | kiesett           | kiesett           | kiesett           | kiesett           | 31.      |